# Belmont-sur-Buttant
Belmont-sur-Buttant ([bɛlˈmɔ̃ syʁ byˈtɑ̃] ) ist eine französische Gemeinde mit 297 Einwohnern (Stand: 1. Januar 2022) im Département Vosges in der Region Grand Est (bis 2015 Lothringen). Sie gehört zum Arrondissement Saint-Dié-des-Vosges (bis 2024 Épinal) und ist Mitglied im Gemeindeverband Communauté de communes Bruyères-Vallons des Vosges. Die Bewohner werden Belmontois und Belmontoises genannt.

## Geografie

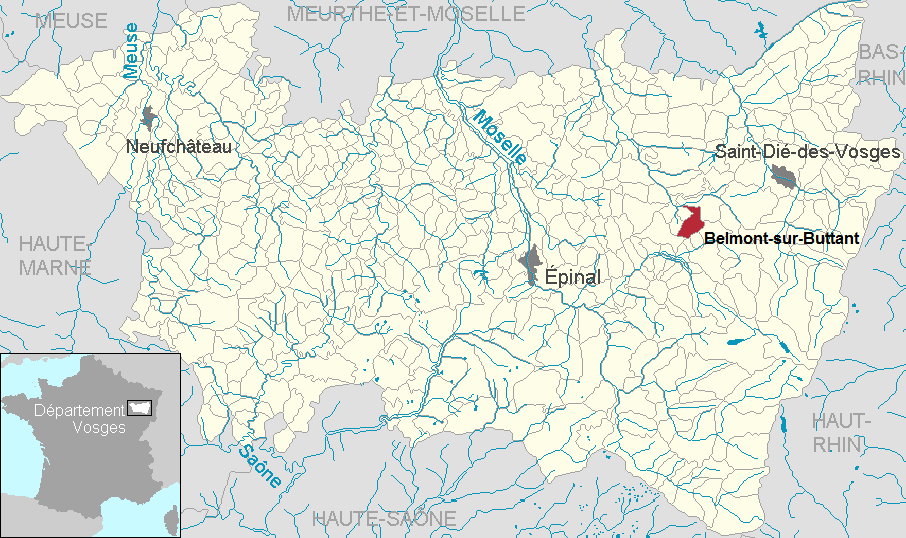
Lage der Gemeinde Belmont-sur-Buttant
im Département Vosges

Die von Wäldern umgebene Gemeinde in den westlichen Ausläufern der Vogesen liegt etwa 20 Kilometer südwestlich von Saint-Dié-des-Vosges und etwa 25 Kilometer nordöstlich von Épinal. Durch das Gemeindegebiet fließt der namengebende Ruisseau de Buttant, ein schmaler Bach, der über die Mortagne und die Meurthe zur Mosel entwässert. Das Dorf ist halbkreisförmig von ausgedehnten Wäldern umgeben (Forêt communale de Belmont, Forêt communale de Domfaing, Forêt communale de Brouvelieures), die sich entlang der Bergkämme ziehen. Höchster Punkt ist die Tête de la Clochette (668 m) im Südosten des Gemeindegebietes. Im Westen ragt der markante, 444 m hohe Haut de Belmont auf, der – genau in der Mitte zwischen den Gemeinden Belmont, Domfaing und Vervezelle gelegen – als Standort für die Kirche Saint-Laurent gewählt wurde.
Die Siedlungsstruktur der Gemeinde Belmont-sur-Buttant ist sehr locker, ein ausgeprägter Dorfkern existiert nicht, lediglich um das Rathaus (Mairie) ist die Bebauung etwas dichter. Zur Gemeinde gehören neben dem Ortsteil Machitour zahlreiche kleine namentlich benannte und unbenannte Weiler und Einzelhöfe.
Nachbargemeinden von Belmont-sur-Buttant sind Bois-de-Champ im Nordosten, Biffontaine und Les Poulières im Südosten, La Chapelle-devant-Bruyères im Süden, Bruyères im Südwesten, Vervezelle im Westen sowie Domfaing im Nordwesten.

## Geschichte
1867 erhielt Belmont den Namenszusatz sur-Buttant und trägt seitdem seinen heutigen Namen.
1867 bestand Belmont-sur-Buttant aus folgenden Weilern und Aussiedlungen:
| - Haut-de-Belmont (86 Einwohner) - La Streille (53 Einwohner) - Machifour (53 Einwohner) - Pré-Mugeon (24 Einwohner) - Champs-Chaudière (23 Einwohner) - Derrière-la-Fête (22 Einwohner) - L’Arnelle (19 Einwohner) | - Romainfaing (18 Einwohner) - Mézis-Grands-Prés (16 Einwohner) - Le Sauvageon (14 Einwohner) - Périfontaine (13 Einwohner) - Rozé (8 Einwohner) - Le Coqxé (4 Einwohner) |

Von 846 Hektar Gesamtfläche waren 190 Hektar Nutzfläche, 135 Hektar Wiese, 403 Hektar Wald, 111 Hektar (Obst)Gärten und 6 Hektar Ödland.
Es gab damals eine Mühle, eine Fabrik zur Gewinnung von Stärke und vier Handwerksbetriebe.

### Bevölkerungsentwicklung
| Jahr      | 1962 | 1968 | 1975 | 1982 | 1990 | 1999 | 2007 |
| Einwohner | 219  | 235  | 220  | 246  | 255  | 256  | 275  |

1710 hatte Belmont gerade einmal 109 Einwohner. Während des 12. Jahres des Revolutionskalenders (1803/1804) lag die Einwohnerzahl schon bei 475. 1830 waren es 498, 1847 schon 552. 1867 hatte Belmont noch 492 Einwohner.